# 佳陽山
佳陽山（泰雅語： 、  或 ），又稱阿都般山，位於臺灣臺中市和平區梨山里，為台灣知名山峰，也是台灣百岳之一，排名第50，因位處舊佳陽部落之獵場而得名。佳陽山高達3,314公尺，屬於雪山山脈。佳陽山南方有劍山，北邊連接大劍山。其特色為三角形的山形，東側有著大崩壁，而其崩落土石則堆積成了佳陽沖積扇。

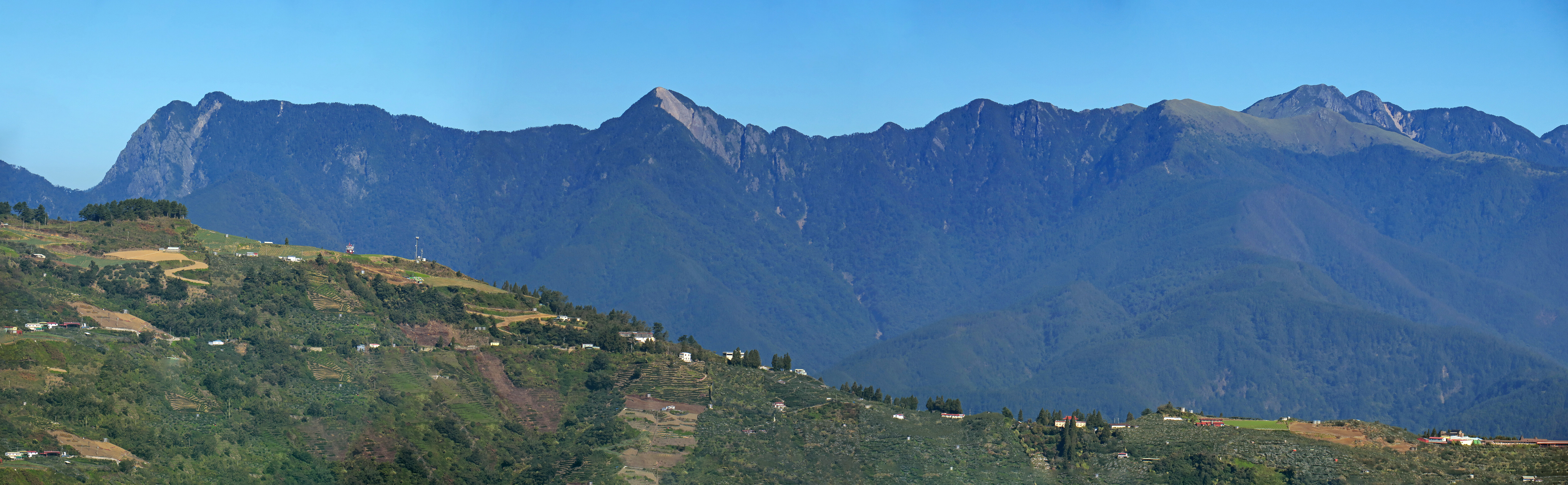
自南面眺望雪山山脈的大劍山至劍山稜線